# Gustavstorp
Gustavstorp är en småort i Mörrums socken i Karlshamns kommun i Blekinge län.